# Pinson
Pour les articles homonymes, voir Pinson (homonymie).
Pour l’article ayant un titre homophone, voir Pinçon.
Taxons concernés
Pinson est un nom vernaculaire donné à plusieurs petits passereaux granivores tous protégés par la loi. Ce terme désigne principalement deux espèces communes en Europe, mais aussi plusieurs Fringillidae et passereaux de familles proches de cette dernière. Tous les pinsons sont morphologiquement assez proches, leur bec est plus massif que chez les espèces appelées moineaux par exemple. Il est facile de les confondre avec les bruants.
Les pinsons européens sont des oiseaux chanteurs et de ce fait les « Pinsonneux » les élèvent pour faire des concours de chants. Plusieurs expressions font référence à cette capacité à chanter : l'expression gai ou joyeux comme un pinson est très commune.

## Étymologie
Le nom de ces oiseaux est issu d'une déformation de pincio, terme désignant ce genre de passereau en latin vulgaire et correspondant probablement à une onomatopée. Pincio correspond à la racine indo-européenne, on en retrouve la racine non seulement en français et dans les langues celtiques (par ex. gallois pinc) mais aussi, grâce à son adoption en latin du bas empire, dans plusieurs langues latines méridionales comme le portugais/galicien pisco, toscan pincione, l'occitan quinçon, le catalan pinsà, l'espagnol pinzón, le corse pinziolo ou le pinzuni du sicilien.
Le terme latin classique, fringilla (Varron, Ier siècle av. J.-C.), est d'origine inconnue (étrusque ?), il ne reste présent qu'en italien (fringuello) et en occitan cisalpin (fringuel). En langue basque, son nom, elurtxori, signifie "oiseau des neiges".
Il existe une forme féminine du mot français pour désigner la femelle : la « pinsonne ».

## Pinsons d’Europe
Il existe en Europe deux espèces de pinsons :
- Le Pinson des arbres, le plus répandu. Le plumage du mâle est multicolore. Sa tête possède un capuchon gris, son dos est roux, ses joues et son poitrail sont rose orangé. Ses ailes sont barrées de blanc. Le plumage peut varier en fonction des régions.

- Le Pinson du Nord, qui ne niche qu'en Scandinavie et en Sibérie mais qui migre en hiver vers l'Allemagne et jusqu'à la Mer Méditerranée.

## Pinsons de Darwin
Il existe treize espèces de géospizes, également connus sous le nom de « pinsons » de Darwin. Charles Darwin leur donna le nom de pinson, par analogie avec les pinsons européens, lorsqu'il les découvrit en 1835 aux Îles Galápagos.

## Protection

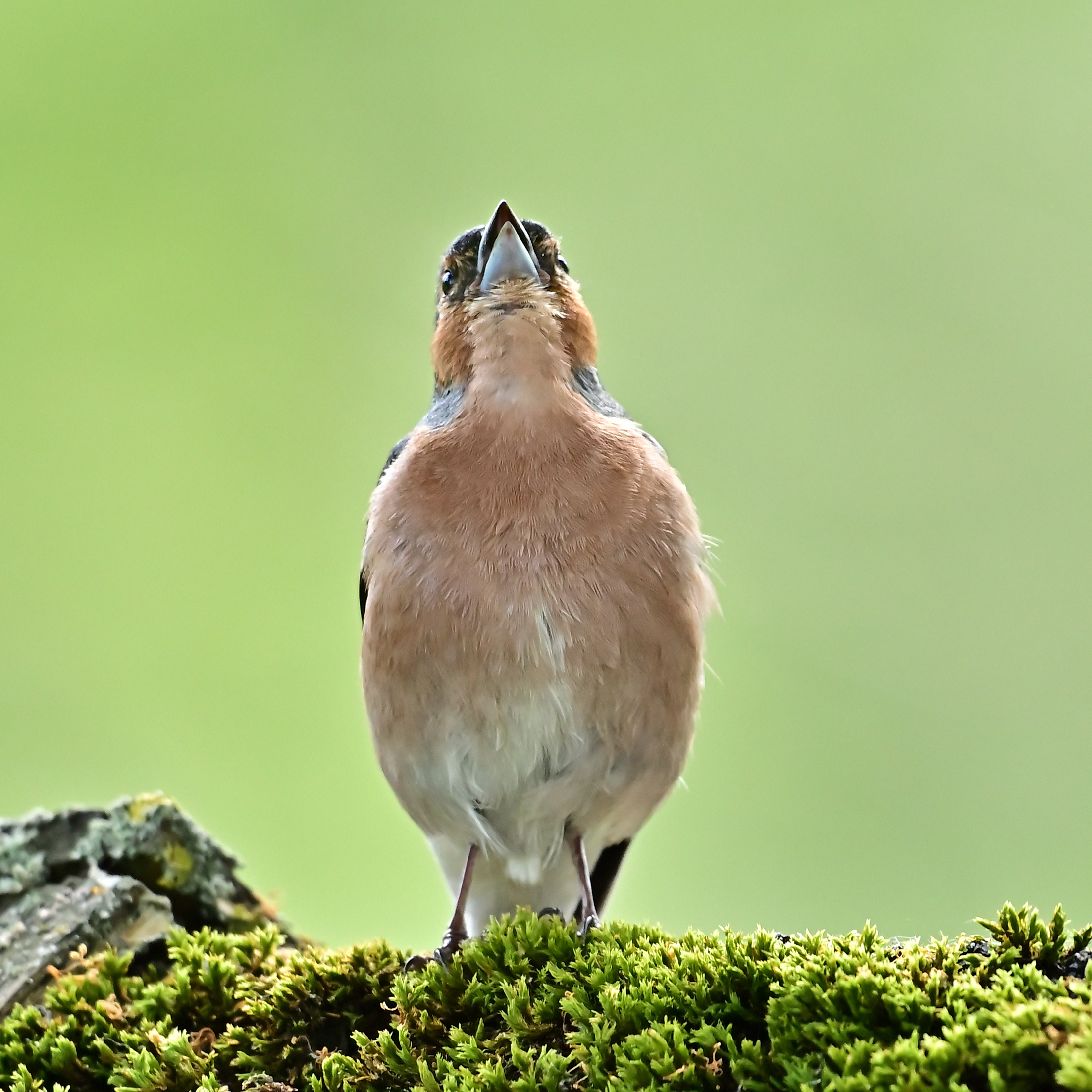
Pinson frigottant.

Tous les pinsons sont des espèces protégées en France depuis la loi de protection de la nature du 10 juillet 1976. À ce titre sont interdits « la destruction ou l'enlèvement des œufs ou des nids, la mutilation, la destruction, la capture ou l'enlèvement, la perturbation intentionnelle, la naturalisation d'animaux de ces espèces ou, qu'ils soient vivants ou morts, leur transport, leur colportage, leur utilisation, leur détention, leur mise en vente, leur vente ou leur achat ». Un célèbre restaurateur bordelais en a fait les frais en 2013; en effet, dans le sud-ouest de la France et notamment dans le département des Landes, les pinsons (au sens large, couvrant diverses espèces de "petits oiseaux" toutes protégées) restent abondamment capturés en automne en substitution des ortolans.

## Classification
Les pinsons se regroupent sous trois catégories : les meilleurs chanteurs, soit les fringillidés ; la plus grosse catégorie, soit les estrildidés (astrildidés ou astrildes) ; et le dernier groupe, catégorie de pinsons qui sont plus rares, soit les plocéidés.
Les pinsons appartiennent à la famille des fringillidés de l'ordre des Passeriformes :
- Le Pinson des arbres a pour nom scientifique Fringilla coelebs ;
- Le Pinson du Nord a pour nom scientifique Fringilla montifringilla ;
- Le Pinson bleu a pour nom scientifique Fringilla teydea présent seulement aux Canaries.

## Expression
Être gai comme un pinson est une expression française signifiant être de bonne humeur.
Cette expression fait référence au chant très gai du pinson que l'on prend comme type dans la locution proverbiale.